# Sten Hidal
Sten Lennart Hidal, född 5 oktober 1946 i Landskrona, är en svensk teolog.

## Biografi
Sten Hidal blev student vid Lunds universitet 1965. Han avlade filosofie kandidatexamen i bland annat semitiska språk (med arabiska) vid Lunds universitet 1968 och blev teologie kandidat 1969. Hidal prästvigdes för Visby stift sistnämnda år. Han missiverades till Visby, där han blev domkyrkoadjunkt 1970 och senare domkyrkokomminister.
År 1974 disputerade Hidal på en avhandling om bibelutläggningen hos Efraim Syriern på 300-talet e.Kr. (Interpretatio Syriaca, die Kommentare des Heiligen Ephräm des Syrers zu Genesis und Exodus mit besondere Berücksichtigung ihrer auslegungsgeschichtlichen Stellung).
Därefter var han anställd vid universitetet som lektor från 1975 och docent 1976. Mellan 1979 och 1985 var han anställd på halvtid vid Bibelkommissionen i Uppsala som översättare av gammaltestamentliga texter. År 1997 blev Hidal biträdande professor i Gamla testamentets exegetik vid Lunds universitet och senare professor i bibelvetenskap, särskilt hebreiska 1999 (till 2008). 
Åren 1999–2002 var han dekanus för den Teologiska fakulteten vid Lunds universitet. Han har varit vice preses i Collegium Patristicum Lundense och har gästföreläst i exegetiska och patristiska ämnen vid universiteten i Uppsala, Bergen, Helsingfors, Oxford och Utrecht.
Sten Hidal har främst inriktat sin forskargärning på Gamla Testamentets receptionshistoria. Han har också publicerat ett flertal översättningar av fornkyrkliga texter från syriska, latin och grekiska. 
Sten Hidal lämnade efter att ha övergått till tjänst vid universitetet prästämbetet i Svenska kyrkan och konverterade till Romersk-katolska kyrkan. Han sitter i redaktionskommittén för tidskriften Signum och är också en flitig essäist på många humanistiska områden.
Sedan 2009 är Hidal ordförande i Tegnérsamfundet. Han var vidare inspektor vid Kalmar nation i Lund mellan 2005 och 2017. 
Sten Hidal är sedan 1989 gift med filosofie kandidat Malin Loman, dotter till Bengt Loman.
År 2021 publicerade Sten Hidal sina memoarer, Som sådden förnimmer: Minnen och möten 1946-2020.

## Utmärkelser, ledamotskap och priser
- Ledamot av Kungliga Fysiografiska Sällskapet i Lund (LFS, 2013)
- Ledamot av Kungliga Humanistiska Vetenskapssamfundet i Lund (LLHS, ständig sekreterare sedan 2006),
- Ledamot av Vetenskapssocieteten i Lund (LVSL, 1983)[5]